# Imiquimod
Imiquimod is een stof die als crème (merknaam Aldara) geregistreerd staat voor het behandelen van de huidaandoeningen keratosis actinica, oppervlakkig basalecelcarcinoom en genitale wratten.

## Werkingsmechanisme
Imiquimod stimuleert immuuncellen via Toll-like receptor 7 (TLR7). Het veroorzaakt productie van interferon, waardoor het immuunsysteem van de patiënt wordt gestimuleerd, en hopelijk de afwijkende cellen opruimt. Bijwerkingen zijn: roodheid en irritatie van de huid gedurende de behandeling. Soms is verergering van een auto-immuunaandoening gemeld.

## Toepassing
Imiquimod is een crème die gebruikt kan worden om bepaalde huidaandoeningen te behandelen.
Momenteel is imiquimod geregistreerd voor
- Genitale wratten
- Oppervlakkig basalecelcarcinoom
- Keratosis actinica

Er zijn echter allerlei andere toepassingen geprobeerd, zoals Ziekte van Bowen, plaveiselcelcarcinoom, lentigo maligna, wratten en waterwratten. Toepassing wordt gereserveerd voor het geval dat andere behandelingen niet voldoende werkzaam zijn, mede door de hoge prijs. Officieel wordt het middel alleen vergoed voor "kleine superficiële basaalcelcarcinomen, indien chirurgische behandeling op praktische bezwaren stuit".
De effectiviteit ligt voor genitale wratten in de orde van 50% tot 85% en bij oppervlakkige basalecelcarcinomen rond 88%.

## Geschiedenis
De oorspronkelijke goedkeuring door de FDA was in 1997 (FDA Application No. (NDA) 020723). De stof werd oorspronkelijk op de markt gebracht door 3M Pharma, maar de licentie is recentelijk (2006?) verkocht aan Meda pharma.